# Eupogonius stellatus
Eupogonius stellatus är en skalbaggsart som beskrevs av Chemsak och Noguera 1993. Eupogonius stellatus ingår i släktet Eupogonius och familjen långhorningar. Inga underarter finns listade i Catalogue of Life.